# علم جاجوزيا

علم جاجوزيا مابين 19 آب من عام 1990 إلى عام 1992

أعتمد علم جاجوزيا في 31 تشرين الأول - أكتوبر من عام 1995 . يتألف العلم الجاجوزي من ثلاثة أشرطة مقسمة بشكل أفقي كالتالي.
- الشريط الأزرق اللون ويؤلف مانسبته 3/5 من عرض العلم .
- الشريط الأبيض اللون ويولف مانسبته 1/5 من عرض العلم .
- الشريط الأحمر اللون ويولف مانسبته 1/5 من عرض العلم .
- كما يوجد في الجهة اليسرى من الشريط العلوي الذي هو باللون الأزرق ثلاث نجوم خماسية الشكل باللون الأصفر .